# Kfar Danijel
Kfar Danijel (hebrejsky כְּפַר דָּנִיֵּאל‎, doslova „Danielova vesnice“, v oficiálním přepisu do angličtiny Kefar Daniyyel) je vesnice typu mošav v Izraeli, v Centrálním distriktu, v oblastní radě Chevel Modi'in.

## Geografie
Leží v nadmořské výšce 105 metrů na rozmezí hustě osídlené a zemědělsky intenzivně využívané pobřežní nížiny, respektive v regionu Šefela, a kopcovitých oblasti v předhůří Judeje a Samařska. Západně od vesnice protéká Nachal Ajalon.
Obec se nachází 20 kilometrů od břehu Středozemního moře, cca 22 kilometrů jihovýchodně od centra Tel Avivu, cca 33 kilometrů severozápadně od historického jádra Jeruzalému a 4 kilometry jihovýchodně od města Lod. Leží v silně urbanizovaném území, na jihovýchodním okraji aglomerace Tel Avivu. Kfar Danijel obývají Židé, přičemž osídlení v tomto regionu je etnicky převážně židovské. Pouze ve městech Lod a Ramla ležících západně odtud je cca dvacetiprocentní menšina Arabů.
Kfar Danijel je na dopravní síť napojen pomocí dálnice číslo 1 (Tel Aviv-Jeruzalém), jež probíhá podél západního okraje mošavu, a to peážně s dálnicí číslo 6 (takzvaná Transizraelská dálnice). Paralelně s tímto silničním tahem probíhá západně od vesnice i nová vysokorychlostní železniční trať Tel Aviv – Jeruzalém a odbočkou do města Modi'in, která tu ovšem nemá stanici a na místní dopravní vztahy nemá vliv.

## Dějiny
Kfar Danijel byl založen v roce 1949. K založení došlo 9. října 1949. Zakladateli mošavu byla skupina židovských veteránů druhé světové války. V roce 1951 populaci posílila další skupina bývalých zahraničních dobrovolníků izraelské armády z jednotek Machal, z anglicky mluvících zemí. Toho roku se také osadnická skupina přestěhovala na nabídku Židovské agentury do nynější lokality, kde se již předtím o zřízení osady pokoušela skupina Židů z Rumunska.
Zpočátku se mošav nazýval Bejt Chever (בית־חבר‎). Pak byl pojmenován podle Daniela Frishe, sionistického předáka z USA. Jméno zároveň odkazuje na vysídlenou arabskou vesnici Dáníjál, která stála v této lokalitě do roku 1948. V roce 1931 v ní žilo 284 lidí v 71 domech. Stála tu od roku 1945 i základní chlapecká škola. Ve vesnici se nalézala muslimská svatyně an-Nabí Dáníjál spojovaná s biblickým prorokem Danielem. V červenci 1948 během války za nezávislost ji v rámci Operace Danny dobyla izraelská armáda a arabské osídlení tu skončilo. Zástavba vesnice pak byla z velké části zbořena, s výjimkou několika domů, objektu školy a svatyně. V opuštěných domech arabské vesnice pobývali židovští osadníci až do poloviny 50. let 20. století. Pak proběhla v lokalitě výstavba nových domů.
Správní území mošavu Kfar Danijel dosahuje cca 2900 dunamů (2,9 kilometrů čtverečních). Místní ekonomika je založena na zemědělství (rostlinná výroba, produkce mléka, chov drůbeže). V 80. letech 20. století procházela vesnice ekonomickou krizí, během 90. let došlo k reformám jejího hospodaření. V roce 2005 bylo spuštěno stavební rozšíření stávající zemědělské vesnice o 92 rodinných domů určených pro rezidenční bydlení.

## Demografie
Podle údajů z roku 2014 tvořili naprostou většinu obyvatel v Kfar Danijel Židé (včetně statistické kategorie „ostatní“, která zahrnuje nearabské obyvatele židovského původu ale bez formální příslušnosti k židovskému náboženství).
Jde o menší obec vesnického typu s populací, která po roce 2005 prudce narůstá. K 31. prosinci 2014 zde žilo 725 lidí. Během roku 2014 populace stoupla o 1,7 %.
| Rok            | 1961 | 1972 | 1983 | 1995 | 2001 | 2003 | 2004 | 2005 | 2006 | 2007 | 2008 | 2009 | 2010 | 2011 | 2012 | 2013 | 2014 |
| -------------- | ---- | ---- | ---- | ---- | ---- | ---- | ---- | ---- | ---- | ---- | ---- | ---- | ---- | ---- | ---- | ---- | ---- |
| Počet obyvatel | 99   | 155  | 137  | 459  | 242  | 262  | 268  | 279  | 297  | 367  | 432  | 524  | 603  | 646  | 680  | 713  | 725  |